# Motormühle Berne
Die Motormühle Berne in Berne, Lange Straße 74, stammt vom Anfang des 20. Jahrhunderts. Aktuell (2023) wird sie als Kulturmühle Berne genutzt.
Das Gebäude steht unter Denkmalschutz (siehe auch Liste der Baudenkmale in Berne).

## Geschichte
1464 wurde hier der Umbau einer hölzernen Bockwindmühle auf Veranlassung des Drosten aus Delmenhorst erwähnt. Die Mühle wurde bis 1848 vom Landesherrn gepachtet, viele Pächter hatten oft ein zu geringes Einkommen und mussten aufgeben. 1856 kaufte der Gastwirt Hermann Jürgens die Mühle, 1868 August Clodius und 1871 Johann Christian Wefer. Dieser ließ 1896 ein Maschinenhaus bauen (nicht erhalten). Um 1906 wurde die Bockwindmühle abgebrochen und ein zweites erhaltenes Maschinenhaus entstand. Die anderen Nebengebäude verschwanden in den 1960er und 1970er Jahren.
Das zweigeschossige verklinkerte Gebäude der Motormühle wurde 1905/07 für den Müller Wefer gebaut, mit Satteldach, segmentbogigen Öffnungen, Fenster mit Eisensprossen, Südgiebel mit mittiger Toreinfahrt und Ladeluke mit Ladebalken im Obergeschoss, Motoraufzug im Giebel, westliche Traufseite mit verputztem modernen Zugang zum Obergeschoss, Ostseite mit eingeschossigem Anbau mit Pultdach und nordseitig modernem Anbau. Die Mühlentechnik mit zwei Mahlgängen ist erhalten, der eigentliche Motorantrieb stand im separaten Maschinenhaus, heute ein neuerer Anbau.
1936 wurde der Mühlenbetrieb stillgelegt und die Mühle stand längere Zeit leer.
Seit nach 1993 findet hier eine kulturelle Nutzung statt durch den 1993 gegründeten Verein Kulturmühle Berne u. a. mit Theateraufführungen, Ausstellungen, Konzerten, Kabarett, Diavorträgen, Dichterlesungen, Kino sowie Kunst- und Handwerkermärkten. Der Verein hat das Gebäude mit Eigenaufwand und verschiedenen Förderungen saniert und umgebaut.
Das Landesdenkmalamt befand: „… geschichtliche Bedeutung … als beispielhaftes Mühlengebäude des frühen 20. Jhs … .“